# ハラタケ
ハラタケ（原茸、学名:Agaricus campestris）はハラタケ科ハラタケ属に属する菌類。

## 形態
子実体はハラタケ型（agaricoid）の中型種で傘の直径は5cm-10cm程度。傘は白色で最初は半球型であり、成熟するに従って、饅頭型、扁平型に変わっていく。ひだは柄に対して離生し密、色は幼菌のうちはピンク色だが、成長するにつれて茶色になる。胞子紋も同じような色をしている。柄は白色、幼菌のひだを守る内皮膜があり、傘が開くと柄にツバとして残るが、脱落しやすくしばしば消失している。柄の基部にツボは無い。肉は白色で傷つけると僅かに赤変するという。

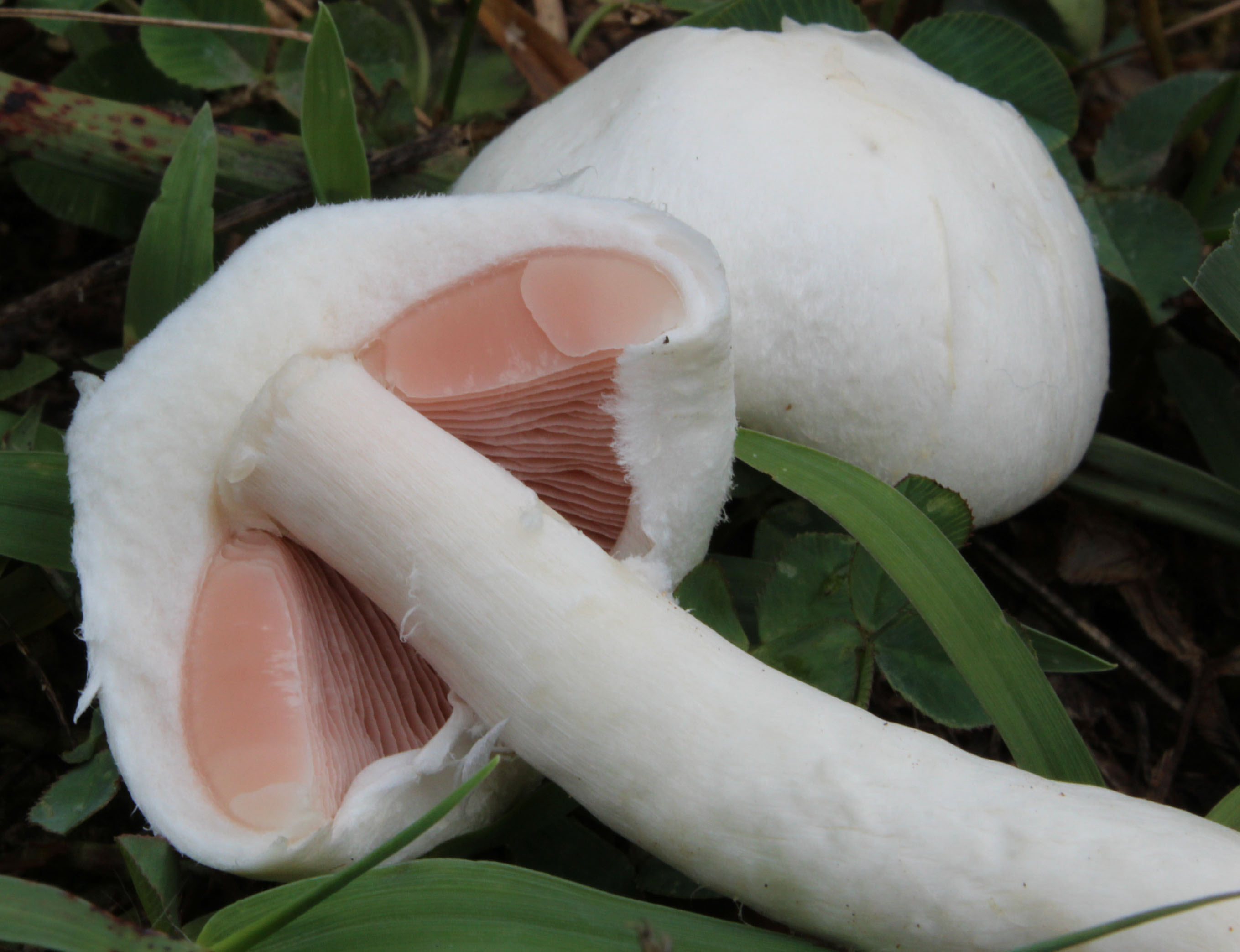
幼菌のひだはピンク色。ひだは柄に離生
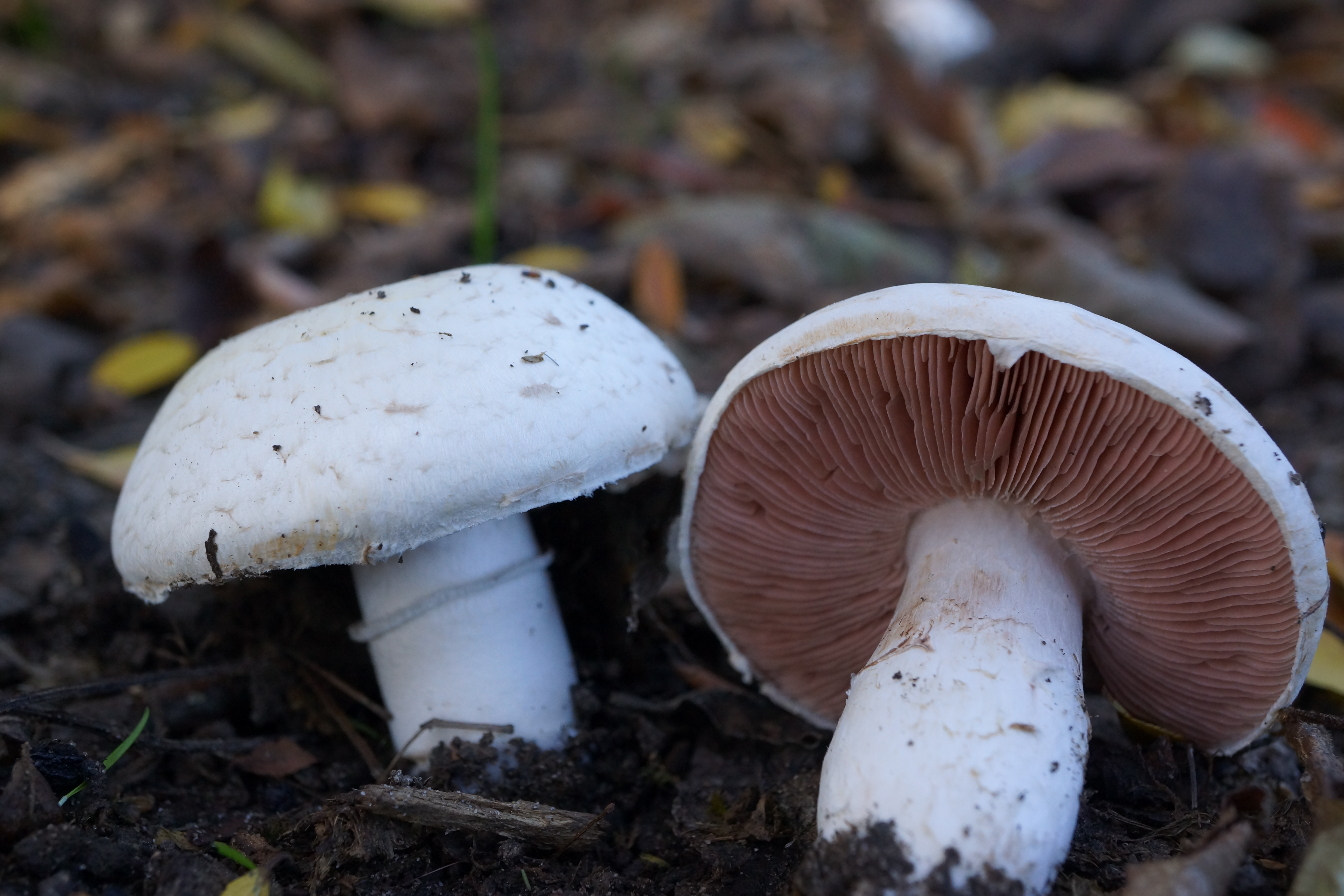
柄は白色。ツバを持つが脱落しやすい（左の個体は残っているが右は消失）
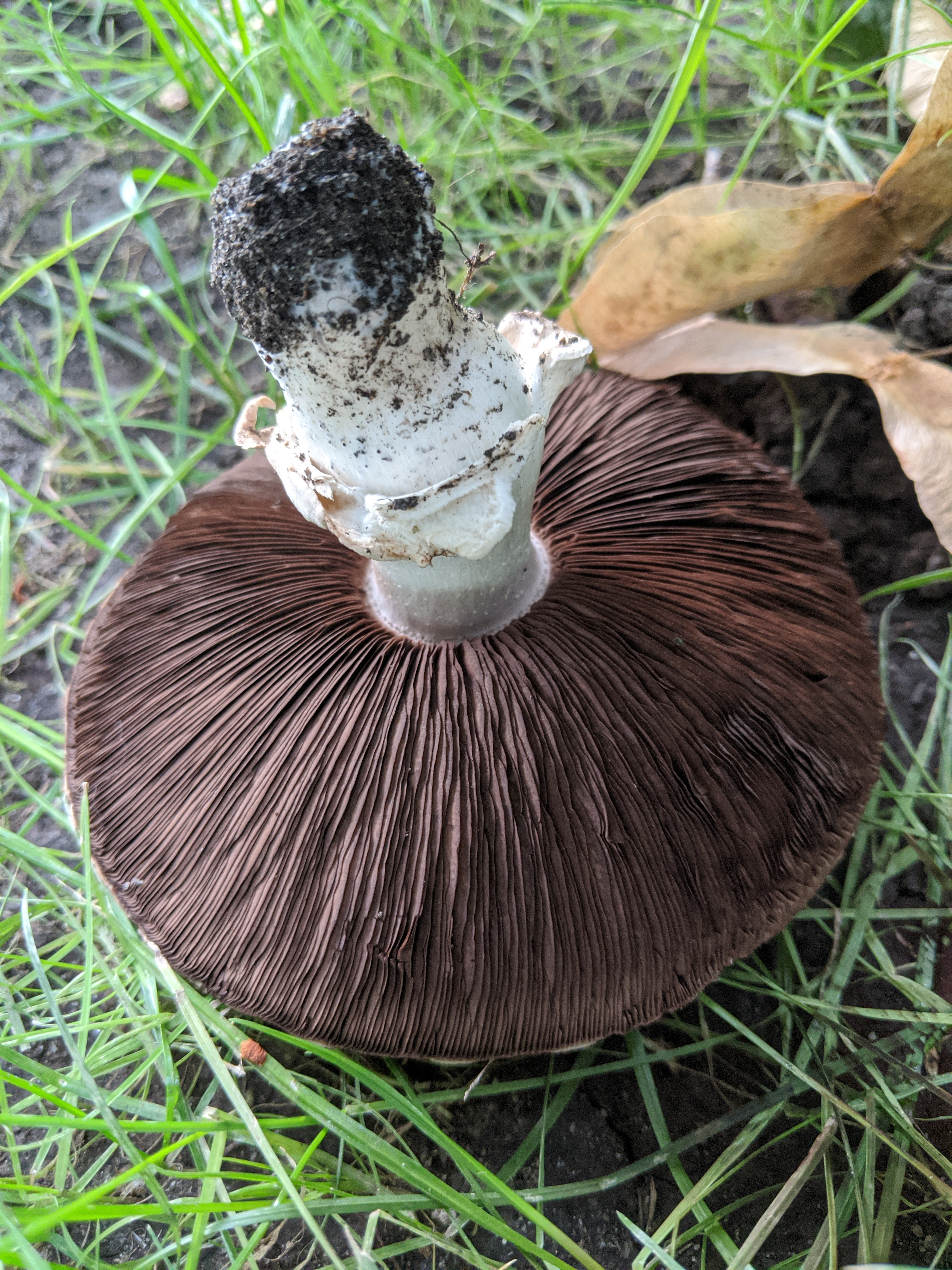
ひだは胞子が成熟すると褐色になる

## 生態
腐生菌で芝生や牧草地などの日当たりのよい草原などに発生する。単生から散生し、しばしば菌輪を作る。

## 人間との関係
食用。市販のマッシュルームは同属近縁のツクリタケ（Agaricus bisporus）であり、本種も同じように使える。ひだがピンク色の幼菌が食用価値が高く、茶色くなって胞子が成熟した状態のものは価値が落ちる。

## 類似種
白色のハラタケ型の子実体を持ち地上から発生すものを中心に挙げる。

### 同属他種
同属内には類似種が多い。傘に付く鱗片、肉眼的にはひだの色、水酸化カリウム水溶液での変色性の有無、肉の変色性（特に柄の基部に顕著な変色性が出やすい種が何種かある）、子実体の発生場所などを中心に判断する。厳密な分類には顕微鏡観察まで必要とする種も多い。

### 他属他科
キツネノカラカサ（Lepiota cristata、ハラタケ科）は傘の直径が5cm以内の小型種。傘は白色で褐色の鱗片を多数付ける。ひだは白色で密、柄に対して離生しツバを持つ。ひだの色は老菌でも白色で変わらずハラタケ類とは異なる。腐生菌で発生場所は森林内が多いという。キツネノカラカサ属（Lepiota）には有毒種が多く、アマトキシン類を含む致命的なものも幾つか知られている。
オオシロカラカサタケ（Chlorophyllum molybdites、ハラタケ科）は中型から大型のキノコで日当たりのよい草原に発生する。傘は白色で鱗片がよく目立ち、褐色の外皮膜の破片も載せていることがしばしばある。柄は細長く褐色、白色でリング状のツバを持つ。ひだは柄に離生し密、幼菌の時は白色であるが成長と共に汚緑色に変わる。ドクカラカサタケ（Chlorophyllum neomastoideum、ハラタケ科）も同属近縁で形態はよく似ているが、やや小型で竹藪に発生し、肉に変色性があり傷つくと褐色に変わる点などが異なる。
ドクツルタケ（Amanita virosa、テングタケ科）は中型から大型のキノコで森林内に発生する。子実体全体が白く柄は長い。柄の基部にはしっかりとしたツボを持つ。幼菌のひだは内皮膜に守られており、傘が開くと柄にツバとして残る。ひだは白色で柄に離生し密、幼菌でも老菌でも色の変化はない。菌根菌で樹木の根と共生しており、狭義のものは寒冷地のマツ科針葉樹林に出るといわれるが、形態的によく似た近縁種が温暖な地域の広葉樹林でも普通に見られる。タマゴテングタケ（Amanita phalloides、テングタケ科）も極めて近縁な種で、この種は幼菌が白く間違えやすい。アジアでは稀な種だがヨーロッパやアメリカで普通に見られ注意が必要。いずれも猛毒のアマトキシン類を大量に含み、ハラタケの同定では最も気を付けなければならない種である。柄を折り取るような採取方法で地中にあるツボを見逃すと間違えやすいので注意。

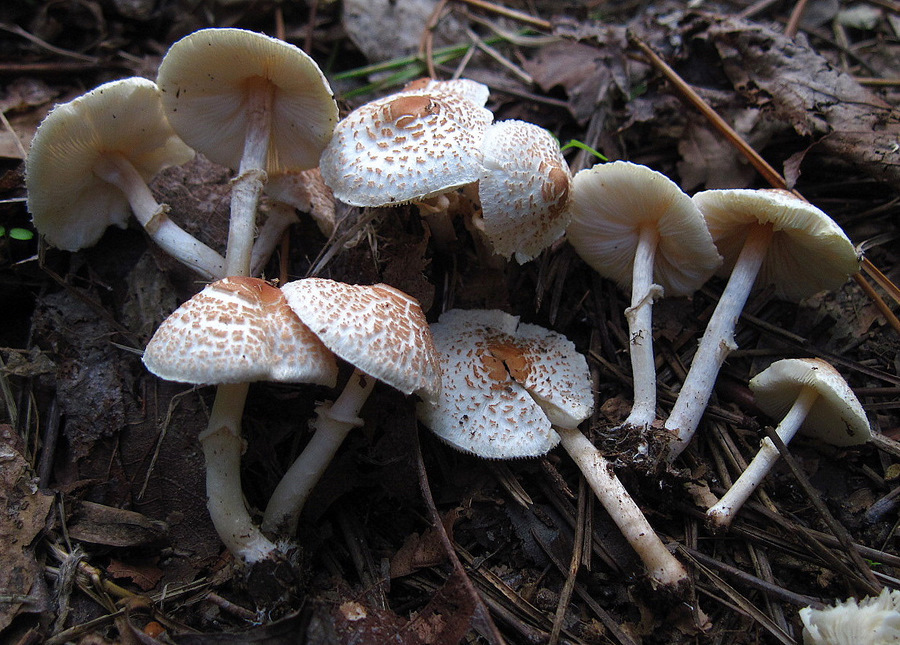
参考：キツネノカラカサ。傘に褐色鱗片。ひだは白。
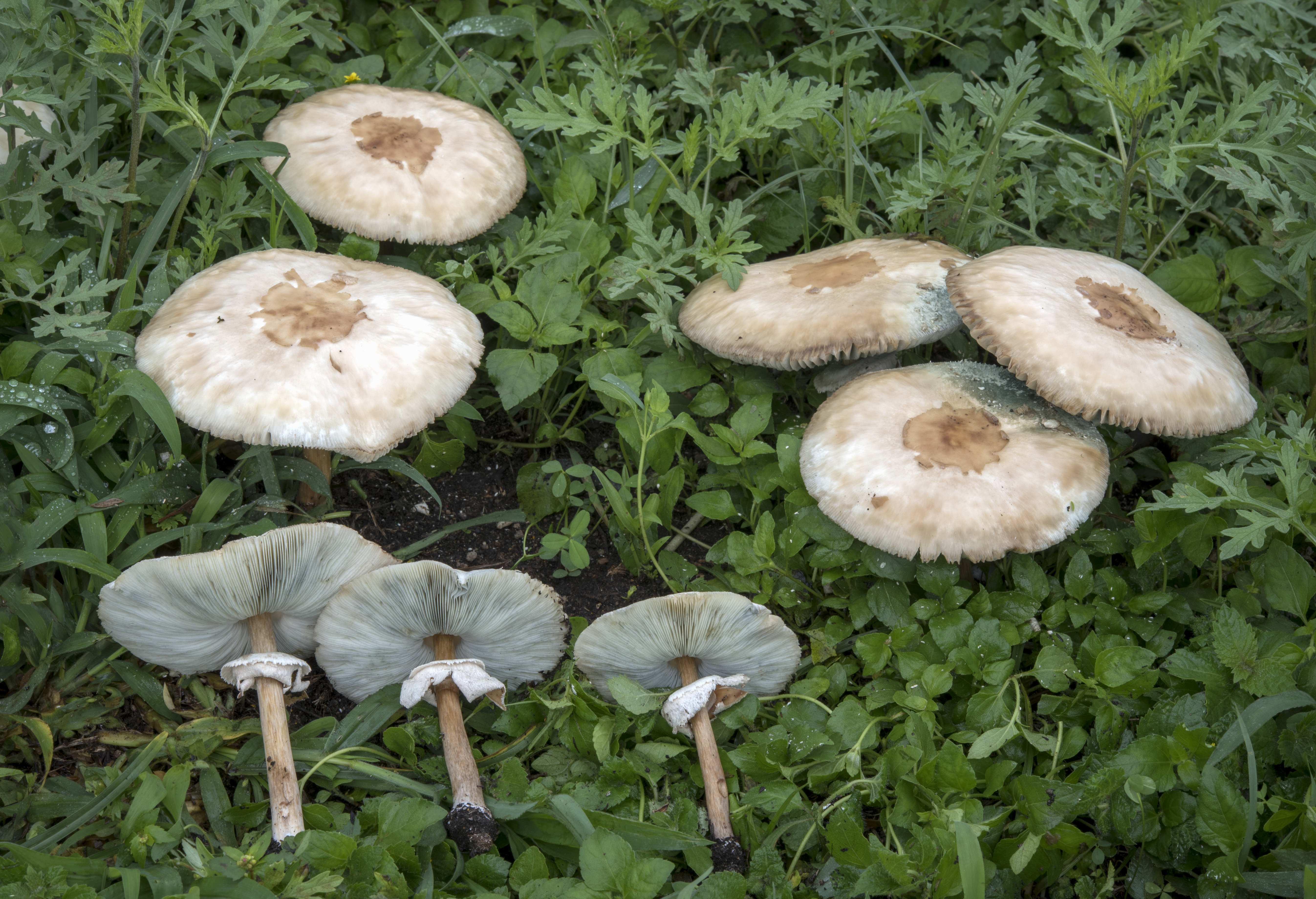
参考：オオシロカラカサタケ。柄は褐色。ツバはリング状。ひだは白。
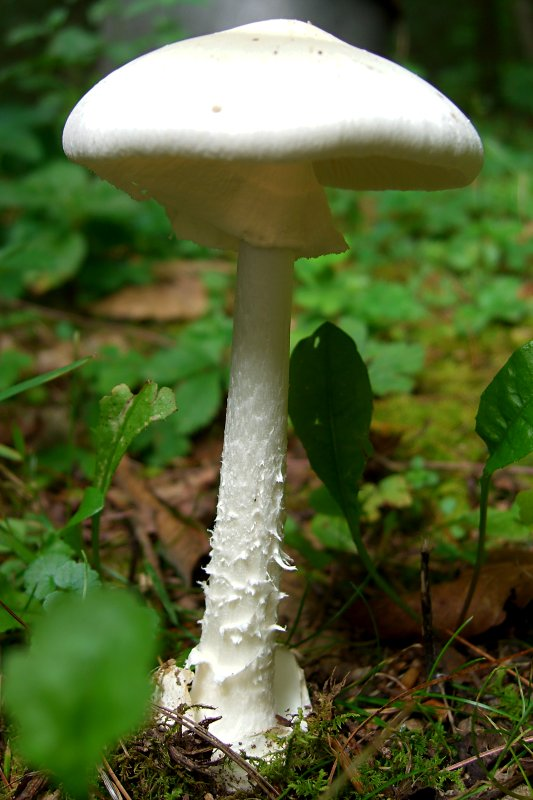
参考：ドクツルタケ。成長すると柄が伸びる。ひだは白。ツボあり。
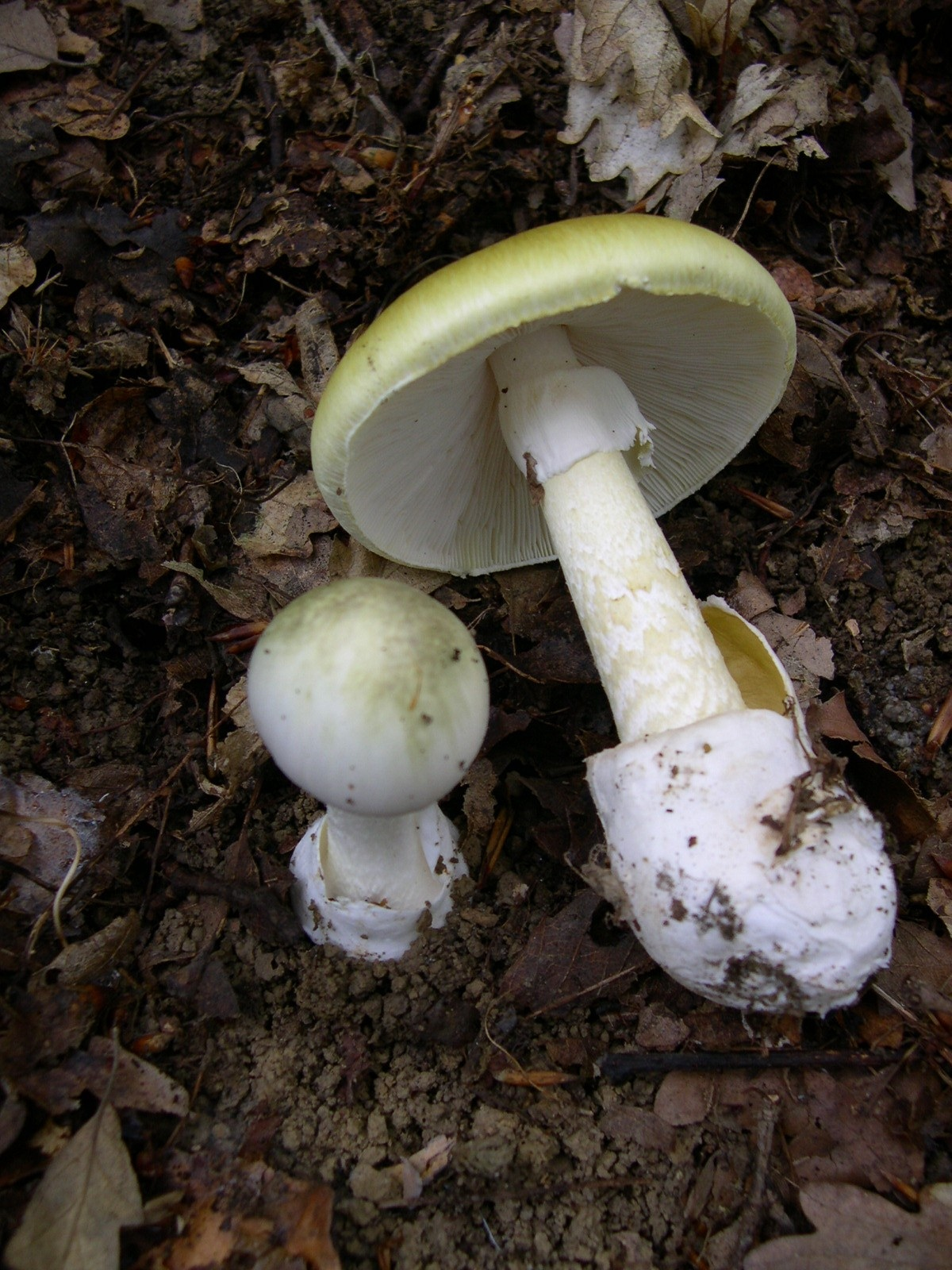
参考：タマゴテングタケ。柄の基部に白色のツボ、ひだは白。左が幼菌

## 名前
種小名campestrisはラテン語で「野原」を意味するcampusに由来する。和名もこれの直訳。
英語圏ではField mushroomとして知られ、アメリカ合衆国ではMeadow mushroomとして知られる。食用にされているきのこで、同属のツクリタケ（マッシュルーム）と近縁である。薬品として使用されるアガリクスなどとの関係からアガリクス・カンペストリスの名前でも知られる。